# Pietro P Laurenti
Pietro P Laurenti   (Bolonya, 26 d'agost de 1675 - Bolonya, 25 de març de 1719) va ser un italià instrumentista, cantant i compositor.
Pietro Paolo Laurenti provenia d'una família de músics, va tenir les seves primeres lliçons de violí del seu pare Bartolomeo Laurenti (1644-1726). Va tenir lliçons de composició amb Giacomo Antonio Perti. El 1691 va ser acceptat com a violinista a la capella de la basílica de "San Petroni". Al voltant del 1700 fou esmentat com a professor d'instruments per a instruments de corda profunda (violeta, violoncel i violó) al "Collegio Nobile San Franceci Saverio", un important centre de formació per a músics de Bolonya. El 1703 fou nomenat allí mestre de capella. El 1698 va ser acceptat com a violoncel·lista a l'"Accademia Filarmonica", després també com a compositor. A l'arxiu d'"Accademia" hi ha diverses de les obres sacres de Laurenti. Del 1711 al 1719 va aparèixer com a tenor en diversos teatres d'òpera del nord d'Itàlia. El seu germà petit era el compositor Girolamo Nicolò Laurenti.

## Obra

### Òperes
- Attilio Regolo in Affrica (1701)
- Esone ringiovenito (1706)
- L'iride dopo la tempesta (1709)
- Li diporti d'amore in villa (1710)
- Sabella mrosa d'Truvlin (1710)
- Il teatro in festa (1714)

## Oratoris
- La conversione alla santa fede del re di Bungo giapponese (1703, Faenza)
- Sospiri del cuore umano (1703)
- Santa Radegonda, reina di Francia (Faenza, 1703)
- I pastori al presepio (1704)
- La croce esaltata (1704)
- L'eloquenza del mare (1705)
- La fede consolata (1705)
- Mosè infante liberato dal fiume (1707)
- San Sebastiano (1710)
- Li giuochi di Sansone (1718)
- Il bambino Gesù in braccio al San Felice di Cantalice

## Altra musica sacra
- Domine ad adjuvandum per 8 voci
- Domine ad adjuvandum per 2 voci

## Música instrumental
- Sonata a tre in Corona di dodici fiori armonici (1706, Bologna)
- 2 sonate per violoncello e basso continuo
- Sinfonia a 4.